# 木綿原遺跡
座標: 北緯26度22分12秒 東経127度44分06秒 / 北緯26.37000度 東経127.73500度
木綿原遺跡（もめんばるいせき）は、沖縄県読谷村にある沖縄貝塚時代の遺跡。1978年11月15日、国の史跡に指定された。

## 概要
読谷村の西海岸の砂丘上にある、沖縄貝塚時代前期から後期（日本本土の弥生時代に相当）の墓群である。石棺墓または石囲墓7基、土壙墓2基に計14体の遺体が埋葬されていたほか、埋葬施設の確認できない人骨3体が出土した。墓群から40メートルほど離れた後背地には貝塚も確認されている。
本遺跡は沖縄における先史時代の石棺墓群として初めて確認されたものであり、1978年11月15日に国の史跡に指定された。

## 墓群
1号墓から7号墓のうち、3・6号墓が石囲墓、他の5基が石棺墓である。石棺墓は板石を組み合わせ、蓋石を被せた墓であり、石囲墓は墓壙を礫で埋めたもので、石棺墓と異なり小口石や蓋石はない。石棺墓はサンゴやビーチロックを用いて築かれ、長さは173から182センチ、幅は34から51センチ、高さは35から41センチを測る。大部分の墓は上部に覆石（ふくせき、墓の地上部の標識として礫やサンゴを積み上げたもの）を伴っており、覆石が確認されていないのは5号墓のみである。2号石棺墓と3号石囲墓にはサンゴ砂利屍床が設けられている。3号から7号墓の遺体は各1体ずつであるが、1・2号墓は棺内が上段・下段に分かれ、追葬が行われている。
このほか、土壙墓が2基あり、埋葬施設が確認できず人骨のみが出土したものが3体あった。ただし、人骨のみが出土したものについても、本来は土壙墓であった可能性がある。
木綿原遺跡墓群一覧
| 名称   | 種別   | 覆石 | サンゴ砂利 屍床 | 被葬者                                                         | その他                                                        |
| ------ | ------ | ---- | --------------- | -------------------------------------------------------------- | ------------------------------------------------------------- |
| 1号墓  | 石棺墓 | あり |                 | 3号（小児）、3'号（性別不明）、 3' '号（男）、3' ' '号（小児） | 棺内上下2段に分ける（3' '号、3' ' '号は下段）、土器の副葬あり |
| 2号墓  | 石棺墓 | あり | あり            | 5号（男）、4号（女）                                           | 上下2段に分ける（4号は下段）                                  |
| 3号墓  | 石囲墓 | あり | あり            | 6号（男）                                                      |                                                               |
| 4号墓  | 石棺墓 | あり |                 | 8号（男）                                                      |                                                               |
| 5号墓  | 石棺墓 |      |                 | 9号（男）                                                      |                                                               |
| 6号墓  | 石囲墓 | あり |                 | 10号（女）                                                     |                                                               |
| 7号墓  | 石棺墓 | あり |                 | 12号（女）                                                     |                                                               |
| 土壙墓 |        |      |                 | 2号（女）、2’号（性別不明）                                    |                                                               |
| 土壙墓 |        |      |                 | 1号（女）                                                      | 石棺墓群より年代古いか                                        |
| その他 |        |      |                 | 7号（男）、7’号（男）、11号（男）                              | 埋葬施設なし                                                  |

## 人骨と副葬品
人骨は上の一覧表のとおり、全部で17体出土した。うち性別の判明しているものは男性が8体、女性が5体である。他に小児が2体、性別不明の成人が2体となっている。ただし、3号と3’’’号の小児の人骨は同一人のものである可能性もある。なお、土壙墓から出土した1号人骨は、出土層位からみて、石棺墓群の遺骨より年代がさかのぼる可能性がある。 
被葬者のうち、埋葬姿勢が判明しているものは、仰臥伸展葬が4例（1号、5号、8号、9号人骨）、伏臥伸展葬が1例（3’’号人骨）であった。他に12号人骨も仰臥伸展葬の可能性がある。抜歯習俗のみられる人骨は4例であった（2号、3’’号、8号、9号人骨）。
副葬品は貝製品が多く、ゴホウラ、メンガイ、オオベッコウガサ、サラサバテイラを素材にした貝輪、イモガイ、リスガイ、オオベッコウガサを素材にした有孔貝製品などがある。遺体の顔、胸などの上に貝を乗せていた例もある。伏臥伸展葬の3’’号人骨は、伏せた額の部分にサラサバテイラを当て、両足にはシャコガイを乗せていた。このほか、1号墓には土器と磨製石斧、5号墓にはヒスイ丸玉が副葬されていた。
1号墓では、棺内を上下2段に分けたうちの上段から、貝塚V期 - 末後期後半（古）の鉢形土器が出土した。沖縄の土器編年では仲原式から阿波連浦下層式、本土の年代では縄文晩期末から弥生中期初頭に相当する。1号墓の上部覆石付近からは、弥生時代前期末から中期初頭のものに似る壺形土器の上半部が検出されている。